# Open 13 2007
L'Open 13 2007 è stato un torneo di tennis giocato sul cemento indoor.
È stata la 15ª edizione dell'Open 13,che fa parte della categoria International Series nell'ambito dell'ATP Tour 2007.
Si è giocato al Palais des Sports di Marsiglia in Francia,
dal 12 al 18 febbraio 2007.

## Campioni

### Singolare
Gilles Simon ha battuto in finale  Marcos Baghdatis con il punteggio di 6–4, 7–6(3)

### Doppio
Arnaud Clément /  Michaël Llodra hanno battuto in finale  Mark Knowles /  Daniel Nestor con il punteggio di 7–5, 4–6, [10-8]